# Кулибаева, Динара Нурсултановна
Динара Нурсултановна Кулиба́ева (каз. Динара Нұрсұлтанқызы Құлыбаева род. 19 августа 1967 года, Темиртау, Карагандинская область, Казахская ССР, СССР) — казахстанский бизнесмен и общественный деятель, средняя дочь Нурсултана Назарбаева и Сары Назарбаевой.
Самая богатая женщина Казахстана, акционер Народного банка Казахстана. По версии журнала Forbes, в 2017 году личное состояние оценивается в $ 3,1 млрд (№ 938 в мире и № 4 в Казахстане).
Замужем за Тимуром Кулибаевым.

## Биография
Происходит из рода шапрашты Старшего жуза.
В 1989 году окончила Московский государственный институт театрального искусства им. А. В. Луначарского.
В 1998 году получила степень магистра делового администрирования в КИМЭП.
В 2007 году защитила докторскую диссертацию на тему «Методологические основы управления образовательной системой школ международного типа».
С 1998 года директор ОФ «Фонд образования Нурсултана Назарбаева».
С 2001 года — член совета директоров АО «КазУМОиМЯ».
С 2004 года председатель совета директоров АО «КБТУ».
1 июня 2017 года на сессии Общего собрания НАН РК избрана академиком отделения общественных и гуманитарных наук в области «педагогика».
В октябре 2020 года по данным Forbes состояние Динары Кулибаевой оценивалось в размере 2,9 млрд долларов США. Таким образом стоимость активов семьи Кулибаевых составил 5,8 млрд долларов.

## Фонд образования Нурсултана Назарбая
Динара Кулибай является единственным учредителем Фонда образования Нурсултана Назарбая, в который входят входят Astana IT University (открыт в 2019 году на базе объектов ЭКСПО 2017), ТОО «Центр инновационных и информационных технологий», ТОО «Pravate clinic Almaty». Фонд также является одним из учредителей организации «SOS — Детские деревни Казахстана», высших учебных заведений: Университета международного бизнеса, Astana IT University, Казахстанско-британского технического университета. Фондом созданы три инновационных детских сада «Мирас» в Астане, Алма-Ате и Атырау, две международные школы «Мирас» в Астане и Алма-Ате, специализированный лицей «Арыстан».

## Благотворительная деятельность
Является учредителем благотворительного фонда Halyk. В 2019 году фонд приобрёл 2 квартиры и подарил их двум многодетным семьям из SOS — Детской деревни Алма-Аты. Весной 2020 года Динара Кулибаева выделила 4,5 млрд тенге на борьбу с коронавирусом, в декабре 2020 года было выделено ещё 4 млрд на приобретение медоборудования и изделий медицинского назначения. Для поощрения медицинских работников и организаций за профессионализм и борьбу с коронавирусом Динара Кулибаева учредила премию Halyq Qurmeti-2020 в размере 220 млн тенге.
В результате акции «Ел тірегі — Елбасы», организованной в марте-апреле 2021 года, более 38 тысяч семей Казахстана были обеспечены необходимыми продуктовыми наборами на общую сумму более 1 млрд тенге.

## Награды
- Орден Благородства (Парасат) (2008 год)[6]
- Кавалер Орден Академических пальм
- Орден «Барыс» 3 степени (2015).
- академик НАН РК (с 2017 года)[7].